# 18. Screen Actors Guild-gála
A 18. Screen Actors Guild-gála a 2011-es év legjobb filmes és televíziós alakításait értékelte. A díjátadót 2012. január 29-én tartották a Los Angeles-i Shrine Auditoriumban. A ceremóniát a TNT és a TBS televízióadók egyszerre közvetítették élőben, az észak-amerikai időzóna szerint este nyolc órától. A jelöltek listáját 2011. december 14-én jelentette be Regina King és Judy Greer a los angelesi Pacific Design Centerben található Silver Screen Theaterben.

## Győztesek és jelöltek

### Film
| Legjobb férfi főszereplő | Legjobb férfi főszereplő | Legjobb női főszereplő     | Legjobb női főszereplő |
| --- | --- | -------------------------- | --- |
| | - Jean Dujardin – The Artist – A némafilmes (George Valentin) - Demián Bichir – A kertész (Carlos Galindo) - George Clooney – Utódok (Matt King) - Leonardo DiCaprio – J. Edgar – Az FBI embere (John Edgar Hoover) - Brad Pitt – Pénzcsináló (Billy Beane)   |                            | - Viola Davis – A segítség (Aibileen Clark) - Glenn Close – Albert Nobbs (Albert Nobbs) - Meryl Streep – A Vaslady (Margaret Thatcher) - Tilda Swinton – Beszélnünk kell Kevinről (Eva Khatchadourian) - Michelle Williams – Egy hét Marilynnel (Marilyn Monroe) |
| Legjobb férfi mellékszereplő | Legjobb férfi mellékszereplő | Legjobb női mellékszereplő | Legjobb női mellékszereplő |
| | - Christopher Plummer – Kezdők (Hal Fields) - Kenneth Branagh – Egy hét Marilynnel (Laurence Olivier) - Armie Hammer – J. Edgar – Az FBI embere (Clyde Tolson) - Jonah Hill – Pénzcsináló (Peter Brand) - Nick Nolte – Warrior – A végső menet (Paddy Conlon) |                            | - Octavia Spencer – A segítség (Minny Jackson) - Bérénice Bejo – The Artist – A némafilmes (Peppy Miller) - Jessica Chastain – A segítség (Celia Foote) - Melissa McCarthy – Koszorúslányok (Megan Price) - Janet McTeer – Albert Nobbs (Hubert Page)            |
| Legjobb szereplőgárda (mozifilm) | |                            | |
| - A segítség – Jessica Chastain, Viola Davis, Bryce Dallas Howard, Allison Janney, Chris Lowell, Ahna O'Reilly, Sissy Spacek, Octavia Spencer, Mary Steenburgen, Emma Stone, Cicely Tyson, Mike Vogel - The Artist – A némafilmes – Bérénice Bejo, James Cromwell, Jean Dujardin, John Goodman, Penelope Ann Miller - Koszorúslányok – Rose Byrne, Jill Clayburgh, Ellie Kemper, Matt Lucas, Melissa McCarthy, Wendi McLendon-Covey, Chris O’Dowd, Maya Rudolph, Kristen Wiig - Utódok – Beau Bridges, George Clooney, Robert Forster, Judy Greer, Matthew Lillard, Shailene Woodley - Éjfélkor Párizsban – Kathy Bates, Adrien Brody, Carla Bruni, Marion Cotillard, Rachel McAdams, Michael Sheen, Owen Wilson | |                            | |
| Legjobb kaszkadőrgárda (mozifilm) | |                            | |
| - Harry Potter és a Halál ereklyéi 2. - Sorsügynökség - Cowboyok és űrlények - Transformers 3. - X-Men: Az elsők | |                            | |

### Televízió
| Legjobb színész (minisorozat vagy tévéfilm) | Legjobb színész (minisorozat vagy tévéfilm) | Legjobb színésznő (minisorozat vagy tévéfilm) | Legjobb színésznő (minisorozat vagy tévéfilm) |
| --- | --- | --------------------------------------------- | --- |
| | - Paul Giamatti – Válság a Wall Streeten (Ben Bernanke) - Laurence Fishburne – Thurgood (Thurgood Marshall) - Greg Kinnear – A Kennedy család (John Fitzgerald Kennedy) - Guy Pearce – Mildred Pierce (Monty Beragon) - James Woods – Válság a Wall Streeten (Richard "Dick" Fuld Jr.)              |                                               | - Kate Winslet – Mildred Pierce (Mildred Pierce) - Diane Lane – Cinéma vérité (Pat Loudz) - Maggie Smith – Downton Abbey (Violet) - Emily Watson – Felelős felnőtt (Janet Leach) - Betty White – Különleges Valentin nap (Caroline Thomas)                                     |
| Legjobb színész (drámasorozat) | Legjobb színész (drámasorozat) | Legjobb színésznő (drámasorozat)              | Legjobb színésznő (drámasorozat) |
| | - Steve Buscemi – Boardwalk Empire – Gengszterkorzó (Don Draper) - Patrick J. Adams – Briliáns elmék (Mike Ross) - Kyle Chandler – Friday Night Lights – Tiszta szívvel foci (Eric Taylor) - Bryan Cranston – Breaking Bad – Totál szívás (Walter White) - Michael C. Hall – Dexter (Dexter Morgan) |                                               | - Jessica Lange – Amerikai Horror Story (Constance Langdon) - Kathy Bates – Harry's Law (Harriet "Harry" Korn) - Glenn Close – A hatalom hálójában (Patty Hewes) - Julianna Margulies – A férjem védelmében (Alicia Florrick) - Kyra Sedgwick – A főnök (Brenda Leigh Johnson) |
| Legjobb színész (vígjátéksorozat) | Legjobb színész (vígjátéksorozat) | Legjobb színésznő (vígjátéksorozat)           | Legjobb színésznő (vígjátéksorozat) |
| | - Alec Baldwin – A stúdió (Jack Donaghy) - Ty Burrell – Modern család (Phil Dunphy) - Steve Carell – The Office (Louie) - Jon Cryer – Két pasi – meg egy kicsi (Alan Harper) - Eric Stonestreet – Modern család (Cameron Tucker)                                                                    |                                               | - Betty White – Vérmes négyes (Elka Ostrovsky) - Julie Bowen – Modern család (Claire Dunphy) - Edie Falco – Jackie nővér (Jackie Peyton) - Tina Fey – A stúdió (Liz Lemon) - Sofía Vergara – Modern család (Gloria Delgado-Pritchett)                                          |
| Legjobb szereplőgárda (drámasorozat) | |                                               | |
| - Boardwalk Empire – Gengszterkorzó – Steve Buscemi, Dominic Chianese, Robert Clohessy, Dabney Coleman, Charlie Cox, Josie Gallina, Lucy Gallina, Stephen Graham, Jack Huston, Anthony Laciura, Heather Lind, Kelly Macdonald, Declan McTigue, Rory McTigue, Gretchen Mol, Brady Noon, Connor Noon, Kevin O'Rourke, Aleksa Palladino, Jacqueline Pennewill, Vincent Piazza, Michael Pitt, Michael Shannon, Paul Sparks, Michael Stuhlbarg, Peter Van Wagner, Shea Whigham, Michael K. Williams, Anatol Yusef - Breaking Bad – Totál szívás – Jonathan Banks, Betsy Brandt, Bryan Cranston, Giancarlo Esposito, Anna Gunn, RJ Mitte, Dean Norris, Bob Odenkirk, Aaron Paul - Dexter – Billy Brown, Jennifer Carpenter, Josh Cooke, Aimee Garcia, Michael C. Hall, Colin Hanks, Desmond Harrington, Rya Kihlstedt, C. S. Lee, Edward James Olmos, James Remar, Lauren Vélez, David Zayas - Trónok harca – Amrita Acharia, Mark Addy, Alfie Allen, Josef Altin, Sean Bean, Susan Brown, Emilia Clarke, Nikolaj Coster-Waldau, Peter Dinklage, Ron Donachie, Michelle Fairley, Jerome Flynn, Elyes Gabel, Aidan Gillen, Jack Gleeson, Iain Glen, Julian Glover, Kit Harington, Lena Headey, Isaac Hempstead-Wright, Conleth Hill, Richard Madden, Jason Momoa, Rory McCann, Ian McElhinney, Luke McEwan, Roxanne McKee, Dar Salim, Mark Stanley, Donald Sumpter, Sophie Turner, Maisie Williams - A férjem védelmében – Christine Baranski, Josh Charles, Alan Cumming, Matt Czuchry, Julianna Margulies, Chris Noth, Archie Panjabi, Graham Phillips, Makenzie Vega | |                                               | |
| Legjobb szereplőgárda (vígjátéksorozat) | |                                               | |
| - Modern család – Aubrey Anderson-Emmons, Julie Bowen, Ty Burrell, Jesse Tyler Ferguson, Nolan Gould, Sarah Hyland, Ed O’Neill, Rico Rodriguez, Eric Stonestreet, Sofía Vergara, Ariel Winter - A stúdió – Scott Adsit, Alec Baldwin, Katrina Bowden, Kevin Brown, Grizz Chapman, Tina Fey, Judah Friedlander, Jane Krakowski, John Lutz, Jack McBrayer, Tracy Morgan, Maulik Pancholy, Keith Powell - Agymenők – Mayim Bialik, Kaley Cuoco, Johnny Galecki, Simon Helberg, Kunal Nayyar, Jim Parsons, Melissa Rauch - Glee – Sztárok leszünk! – Dianna Agron, Chris Colfer, Darren Criss, Ashley Fink, Dot Marie Jones, Jane Lynch, Jayma Mays, Kevin McHale, Lea Michele, Cory Monteith, Heather Morris, Matthew Morrison, Mike O'Malley, Chord Overstreet, Lauren Potter, Amber Riley, Naya Rivera, Mark Salling, Harry Shum Jr., Iqbal Theba, Jenna Ushkowitz - The Office – Leslie David Baker, Brian Baumgartner, Creed Bratton, Steve Carell, Jenna Fischer, Kate Flannery, Ed Helms, Mindy Kaling, Ellie Kemper, Angela Kinsey, John Krasinski, Paul Lieberstein, B. J. Novak, Oscar Nuñez, Craig Robinson, Phyllis Smith, Rainn Wilson, Zach Woods | |                                               | |
| Legjobb kaszkadőrgárda (televízió) | |                                               | |
| - Trónok harca - Dexter - Terepen - Spartacus: Az aréna istenei - True Blood – Inni és élni hagyni | |                                               | |

### Screen Actors Guild-életműdíj
- Mary Tyler Moore

## In Memoriam
A gála "in memoriam" szegmense az alábbi, 2011-ben elhunyt személyekről emlékezett meg:
- Susannah York
- G. D. Spradlin
- James Arness
- Jane Russell
- Bubba Smith
- Frances Bay
- Kenneth Mars
- Sada Thompson
- William Duell
- Michael Tolan
- Dolores Hope
- John Dye
- Peter Falk
- Cliff Robertson
- Betty Garrett
- Farley Granger
- Andy Whitfield
- John Wood
- Diane Cilento
- Robert Easton
- Roberts Blossom
- Francesco Quinn
- Mary Fickett
- Michael Sarrazin
- Marian Mercer
- Charles Napier
- Clarice Taylor
- Jackie Cooper
- Michael Gough
- Maria Schneider
- John Neville
- Doris Belack
- Dana Wynter
- Len Lesser
- Charlie Callas
- Harry Morgan
- Elizabeth Taylor

## Fordítás
- Ez a szócikk részben vagy egészben  a(z)   18th Screen Actors Guild Awards című angol Wikipédia-szócikk fordításán alapul.  Az eredeti cikk szerkesztőit annak laptörténete sorolja fel. Ez a jelzés csupán a megfogalmazás eredetét és a szerzői jogokat jelzi, nem szolgál a cikkben szereplő információk forrásmegjelöléseként.